# Ana Maria Măzăreanu
Ana Maria Măzăreanu (n. 4 februarie 1993, la Iași) este o handbalistă din România care joacă pe postul de portar pentru SCM Gloria Buzău și echipa națională a României.
Ea a făcut parte din echipa României care s-a clasat pe locul al 12-lea la Campionatul European din 2020.

## Palmares
- Liga Campionilor:
  - Grupe: 2013
  - Calificări: 2012

- Cupa Cupelor:
  - Turul 3: 2015

- Liga Europeană:
  - Turul 3: 2023

- Cupa EHF:
  - Sfertfinalistă: 2014
  - Optimi: 2012

- Liga Națională:
  -  Medalie de bronz: 2013, 2019

- Cupa României:
  -  Medalie de bronz: 2017

- Supercupa României:
  -  Finalistă: 2013
  -  Medalie de bronz: 2011

- Campionatul Național de Junioare I:
  -  Câștigătoare: 2011, 2012